# Bannuru, Shikarpur
Bannuru là một làng thuộc tehsil Shikarpur, huyện Shimoga, bang Karnataka, Ấn Độ.